# Linglapura, Arsikere
Linglapura là một làng thuộc tehsil Arsikere, huyện Hassan, bang Karnataka, Ấn Độ.